# (37742) 1996 WB2
1996 دابليو بي 2 (ويعرف أيضًا باسم (37742) 1996 دابليو بي 2 وفق تسمية الكوكب الصغير) (بالإنجليزية: 1996 WB2)‏ هو كويكب ضمن حزام الكويكبات؛ وترتيبه 37742 من حيث الاكتشاف.
اكتُشف هذا الجُرم الفلكي بواسطة Luciano Lai ‏ في 30 نوفمبر 1996.

## وصلات خارجية
- (37742) 1996 WB2 في قاعدة بيانات مختبر الدفع النفاث لأجرام النظام الشمسي الصغيرة

- الاكتشاف · مخطط المدار ·  العناصر المدارية · المعلمات المادية

- (37742) 1996 WB2 على موقع ويكي سكاي: DSS2, SDSS, GALEX, IRAS, Hydrogen α, X-Ray, Astrophoto, Sky Map, Articles and images